# Eddie Kaye Thomas
Eddie Kaye Thomas (New York, 1980. október 31. –) amerikai színész.
Legismertebb alakítása Paul Finch az Amerikai pite-filmsorozatban. Ő játszotta továbbá Andy Rosenberget a Kalandférgek filmekben, valamint Jeff Woodcockot a Míg a halál el nem választ című szitkomban.

## Élete és pályafutása
Thomas zsidó családban született, a New Yorkban található Staten Island New Dorp nevű környékén.
Színészi karrierjét hétéves korában kezdte. Szerepelt a Four Baboons Adoring the Sun, valamint az Anne Frank naplója színdarabokban. A New York-i Professional Children's középiskolában végzett, ekkor már tapasztalt Broadway-fellépőként.
Thomas a One Life To Live című ABC Szappanopera egyik epizódjában debütált és később a Are You Afraid of the Dark? egy epizódjában jelent meg, amelyben egy megszállott kamera elpusztít mindent, amit felvesz. 1996-ban két különböző szerepben is feltűnt az Esküdt ellenségek című televíziós sorozatban.
1999-ben játszott a Düh: Carrie 2. című horrorfilmben és a Fekete-fehér című filmdrámában, majd ugyanebben az évben az Amerikai pite tette világhírűvé.

## Filmográfia

### Film
| Év   | Magyar cím                        | Eredeti cím                               | Szerep                   | Magyar hang      |
| ---- | --------------------------------- | ----------------------------------------- | ------------------------ | ---------------- |
| 1996 |                                   | Illtown                                   | Flaco fiatalon           |                  |
| 1997 |                                   | Mr. Jealousy                              | Nat, a spanyol diák      |                  |
| 1998 | Az utolsó aratás                  | Harvest                                   | mosogató                 |                  |
| 1999 | Amerikai pite                     | American Pie                              | Paul Finch               | Minárovits Péter |
| 1999 | Düh: Carrie 2.                    | The Rage: Carrie 2                        | Arnold                   |                  |
| 1999 | Fekete-fehér                      | Black and White                           | Marty King               |                  |
| 2000 |                                   | Drop Back Ten                             | Gil                      |                  |
| 2000 | Kutya, pénz, rablók               | More Dogs Than Bones                      | Roy                      |                  |
| 2001 | Eszement Freddy                   | Freddy Got Fingered                       | Frederick "Freddy" Brody | Bódy Gergely     |
| 2001 | Amerikai pite 2.                  | American Pie 2                            | Paul Finch               | Minárovits Péter |
| 2002 | Tabu                              | Taboo                                     | Adam                     |                  |
| 2002 | Ellopott nyár                     | Stolen Summer                             | Patrick O'Malley         | Szvetlov Balázs  |
| 2002 |                                   | Sweet Friggin' Daisies (rövidfilm)        | Damian                   |                  |
| 2003 | Amerikai pite: Az esküvő          | American Wedding                          | Paul Finch               | Minárovits Péter |
| 2003 | Hóhányók                          | Winter Break                              | Peter Rothner            |                  |
| 2004 | Kalandférgek                      | Harold & Kumar Go to White Castle         | Andy Rosenberg           | Bódy Gergely     |
| 2005 | Piszkos szerelem                  | Dirty Love                                | John                     | Szabó Máté       |
| 2005 |                                   | Neo Ned                                   | Joey                     |                  |
| 2006 |                                   | Wasted                                    | Stan                     |                  |
| 2006 | Szédült rohanás                   | Fifty Pills                               | Ralphie                  |                  |
| 2006 | Mint hal a vízben                 | Kettle of Fish                            | Sean                     | Rajkai Zoltán    |
| 2006 | Vak-randi                         | Blind Dating                              | Larry                    | Fekete Zoltán    |
| 2007 |                                   | On the Road with Judas                    | Judas                    |                  |
| 2008 | Kalandférgek 2. – Öbölből vödörbe | Harold & Kumar Escape from Guantanamo Bay | Andy Rosenberg           | Elek Ferenc      |
| 2008 | Dalok ismerkedéshez               | Nick and Norah's Infinite Playlist        | Jézus                    |                  |
| 2010 |                                   | Venus & Vegas                             | Alex                     |                  |
| 2011 | Kalandférgek karácsonya           | A Very Harold & Kumar 3D Christmas        | Andy Rosenberg           | Elek Ferenc      |
| 2011 |                                   | Rough Sext (rövidfilm)                    | Eddie                    |                  |
| 2012 | Amerikai pite: A találkozó        | American Reunion                          | Paul Finch               | Minárovits Péter |
| 2012 | Családban marad                   | Petunia                                   | Michael Petunia          | Fekete Zoltán    |
| 2017 |                                   | Alex & the List                           | Dave                     |                  |

### Televízió
| Év        | Magyar cím                               | Eredeti cím                                | Szerep                     | Megjegyzések                              |
| --------- | ---------------------------------------- | ------------------------------------------ | -------------------------- | ----------------------------------------- |
| 1994      |                                          | One Life to Live                           | Dave                       | 1 epizód                                  |
| 1994      |                                          | Are You Afraid of the Dark?                | Matt Dorney                | 1 epizód                                  |
| 1994      |                                          | Two Guys and a Girl                        | vendégsztár                |                                           |
| 1996–1999 | Esküdt ellenségek                        | Law & Order                                | Ethan Vance / Chad Markham | 2 epizód                                  |
| 1998      |                                          | Felicity                                   | P.J.                       | 1 epizód                                  |
| 2000      |                                          | Brutally Normal                            | Russell                    | vendégszereplő (7 epizód)                 |
| 2000–2001 | X-akták                                  | The X Files                                | Gary Edward Cory           | - 2 epizód: - Rekviem - Ez nem lehet      |
| 2001      |                                          | The Weakest Link                           | önmaga                     | 1 epizód                                  |
| 2001–2002 |                                          | Off Centre                                 | Mike Platt                 | főszereplő (28 epizód)                    |
| 2003      |                                          | The Twilight Zone                          | Jonah Beech                | 1 epizód                                  |
| 2003      |                                          | Miss Match                                 | Scott                      | 1 epizód                                  |
| 2003      |                                          | The Jamie Kennedy Experiment               | önmaga                     | vendégsztár                               |
| 2003      |                                          | The New Tom Green Show                     | önmaga                     | 1 epizód                                  |
| 2004      |                                          | Wonderfalls                                | kövér Pat                  | 1 epizód                                  |
| 2004      |                                          | Weekends                                   | Shane Everett              | tévéfilm                                  |
| 2004      | CSI: A helyszínelők                      | CSI: Crime Scene Investigation             | Seth Landers               | 1 epizód                                  |
| 2005–     | Amerikai fater                           | American Dad!                              | Barry Robinson (hangja)    | visszatérő szerep                         |
| 2006–2008 | Míg a halál el nem választ               | 'Til Death                                 | Jeff Woodcock              | főszereplő (39 epizód)                    |
| 2007      |                                          | Thank God You're Here                      | vendégsztár                | tévéfilm                                  |
| 2007      |                                          | Spellband                                  | Howard                     | 1 epizód                                  |
| 2008      |                                          | Good Behavior                              | Jesse                      | tévéfilm                                  |
| 2010      | Elfelejtve                               | The Forgotten                              | Brice Walden               | 1 epizód                                  |
| 2010–2011 | Kergetjük az amerikai álmot              | How to Make it in America                  | David Kaplan               | főszereplő (16 epizód)                    |
| 2012      | Family Guy                               | Family Guy                                 | Barry Robinson (hangja)    | 1 epizód                                  |
| 2012      | Geronimo hadművelet                      | Seal Team Six: The Raid on Osama Bin Laden | Christian                  | - tévéfilm - magyar hangja: - Hevér Gábor |
| 2014      |                                          | Things You Shouldn't Say Past Midnight     | Mark                       | 5 epizód                                  |
| 2014      | Amynek áll a világ                       | Inside Amy Schumer                         | férfi a bárban             | 1 epizód                                  |
| 2014–2018 |                                          | Scorpion                                   | Tobias "Toby" Curtis       | főszereplő (93 epizód)                    |
| 2019      | Összetört emlékek                        | Shattered Memories                         | Tim                        | - tévéfilm - magyar hangja: - Gémes Antos |
| 2019      | Rólunk szól                              | This Is Us                                 | Gavin                      | 1 epizód                                  |
| 2020      |                                          | Outmatched                                 | Sigmund                    | 1 epizód                                  |
| 2020      | Esküdt ellenségek: Különleges ügyosztály | Law & Order: Special Victims Unit          | Luke Mitchell              | 1 epizód                                  |
| 2021      | Gyilkos lelkek                           | The Prodigal Son                           | Brooks helyettes           | 1 epizód                                  |